# Jouko Turkka
Jouko Turkka (17 de abril de 1942-22 de julio de 2016) fue un autor y director teatral y televisivo finlandés.

## Biografía
Su nombre completo era Jouko Veli Turkka, y nació en Pirkkala, Finlandia, siendo el segundo hijo de Reino Veli Turkka (1901–1972) y Gunhild Beatrice Åberg (1904–2004)
Turkka ingresó en el Liceo Clásico de Tampere en 1963, sirvió en el ejército en Niinisalo, y se graduó en la Escuela de Oficiales de la Reserva. En la primavera de 1964, junto con otros 21 estudiantes, Turkka empezó a estudiar en la Escuela de Teatro de Finlandia (Suomen Teatterikouluun), formándose como director junto a Eeva Salminen y graduándose en 1967. Su obra de licenciatura fue Koneittenmurskaajat, de Ernst Toller, representada en el pequeño escenario del Teatro Nacional de Finlandia, y que Turkka tradujo del alemán al finlandés.
Tras su graduación, Turkka fue nombrado director del Seinäjoen kaupunginteatteri entre 1967 y 1968. En ese período fundó un teatro juvenil que también dirigió.
Después dirigió el Teatro de la Ciudad de Joensuu entre 1968 y 1972 y el Teatro de la Ciudad de Kotka desde 1973 a 1975, siendo subdirector en Helsinki del Helsingin kaupunginteatteri entre 1975 y 1982. Además, hubo momentos al comienzo de su carrera que trabajó como artista independiente. 
Turkka fue profesor de actuación en la Academia de Teatro de la Universidad de las Artes de Helsinki desde 1981 a 1988, y profesor de dirección desde 1985 a 1988, dirigiendo la institución entre 1982 y 1985. Puso énfasis en la enseñanza de los métodos de Konstantín Stanislavski y Vsévolod Meyerhold, así como los del director y filósofo japonés Tadashi Suzuki.
Entre sus estudiantes figuraban Timo Harakka, Mari Rantasila, Satu Silvo, Katja Kiuru, Martti Suosalo, Ville Virtanen y Oskari Katajisto.
Durante su período como profesor saltó el escándalo en 1987 del Jumalan teatteri (Teatro de Dios) en Oulu, del cual formaban parte alumnos suyos como Jari Halonen, Jorma Tommila, Esa Kirkkopelto y Jari Hietanen. Aunque Turkka no formó parte de la representación y no conocía cómo se iba a desarrollar, se negó a condenar la actuación de sus estudiantes, siendo enormemente criticado, incluso por el ministro de Educación Gustav Björkstrand.
Además de director teatral, Turkka también dirigió para la televisión. Fueron dirigidas por él dos series controvertidas, Seitsemän veljestä (1989) y Kiimaiset poliisit (1993). Dirigió también algunos telefilmes, como Yö ja päivä (1967), Poika ei päässyt sisään (1980), Isä vieraissa (1982) y Naiskoomikko (1983).
En su faceta cinematográfica, Turkka actuó en las películas de Jari Halonen Back to the USSR – takaisin Ryssiin (1992) y Aleksis Kiven elämä (2001).
Turkka trabajó también para las emisiones radiofónicas teatrales de Yleisradio dirigiendo producciones como Matti Väkevä (1969), Munakokkeli (1970?), Tuotantolaitos (1971), Kohtalon sormi (1972), Erään tapaturman johdosta (1992), Turpaan, kuonoon... (1994) y Rahanhimoni taidemarkkinoilla (1997), entre otras actividades. 
Su novela Häpeä, fue nominada al Premio Finlandia en el año 1994. Escribió también ensayos, como Aiheita (1982) y Selvitys oikeuskanslerille (1984).
Turkka fue nombrado doctor honoris  causa en artes teatrales en el año 2009. Además, recibió los siguientes premios: Premio de Arte de Carelia del Norte (1970); Kritiikin Kannukset (1970); Premio de arte del Condado de Kymen (1975); actor teatral del año (1979); Premio J. H. Erkko (1982); Pohjoismainen kuunnelmapalkinto (1993); Premio Lea (1995); Vuoden Kiila (1997) y el Premio de la Fundación Cultural Finlandesa (2004).
Con respecto a su ideario político, Turkka era de izquierdas, y durante un corto tiempo formó parte del SKDL (Unión Democrática del Pueblo Finlandés), formando parte de las listas del partido al Parlamento. Sin embargo, abandonó la política para poder centarse en el teatro.
Jouko Turkka falleció en una residencia en Pirkkala en el año 2016, tras una larga enfermedad. Fue enterrado en el Cementerio de la Iglesia vieja de Pirkkala, junto a sus padres. Estuvo casado con la actriz Maija-Liisa Márton. El hijo de Turkka, Juha Turkka, es artista y exboxeador. En 1997–1998 ambos aparecieron en un programa de entrevistas para el canal de televisión Nelonen, Turkka & Turkka.

## Teatro
- 1966 : Yövieraat, Ylioppilasteatteri
- 1966 : Koneittenmurskaajat, Suomen teatterikoulu
- 1967 : Jääkärin morsian, Seinäjoen kaupunginteatteri
- 1967 : Rikottu ruukku, Seinäjoen kaupunginteatteri
- 1967 : Kun on tunteet, Seinäjoen kaupunginteatteri
- 1967 : Mielipuolen päiväkirja, Seinäjoen kaupunginteatteri
- 1967 : Seitsemän veljestä, Seinäjoen kaupunginteatteri
- 1968 : Romeo y Julieta, Seinäjoen kaupunginteatteri
- 1968 : Vedenkuljettamat, Seinäjoen kaupunginteatteri
- 1968 : Tulva, Seinäjoen kaupunginteatteri
- 1968 : Patruuna ja emäntäpiika, Seinäjoen kaupunginteatteri
- 1968 : Anu ja Mikko, Joensuun kaupunginteatteri
- 1969 : Se tavallinen tarina, Joensuun kaupunginteatteri
- 1969 : Hyvästi Mansikki, Joensuun kaupunginteatteri
- 1970 : Tangokuningas, Joensuun kaupunginteatteri
- 1970 : Aja hitosti, Joensuun kaupunginteatteri
- 1970 : Mustalaisoperetti, Pyynikin kesäteatteri
- 1970 : Pois alta – akkavalta, Joensuun kaupunginteatteri
- 1970 : Hullunkuriset pellet, Joensuun kaupunginteatteri
- 1970 : Tangokuningas, Joensuun kaupunginteatteri
- 1970 : Asento!, Joensuun kaupunginteatteri
- 1971 : Tuntematon sotilas, Joensuun kaupunginteatteri
- 1972 : Tulitikkuja lainaamassa, Joensuun kaupunginteatteri
- 1973 : Daniel Hjort, Turun ruotsalainen teatteri
- 1973 : Papin perhe, Teatterikorkeakoulu
- 1974 : Runar ja Kyllikki, Kotkan kaupunginteatteri
- 1974 : Nummisuutarit, Kotkan kaupunginteatteri
- 1975 : Nummisuutarit, Helsingin Kaupunginteatteri
- 1975 : Ringportin linja, Helsingin Kaupunginteatteri
- 1976 : Siinä näkijä missä tekijä, Helsingin Kaupunginteatteri
- 1977 : Niskavuoren nuori emäntä, Helsingin Kaupunginteatteri
- 1977 : Puuvillaprinsessa, Helsingin Kaupunginteatteri
- 1978 : Putkinotko, Helsingin Kaupunginteatteri
- 1978 : Aavesonaatti, Helsingin Kaupunginteatteri
- 1979 : Viisas neitsyt, Helsingin Kaupunginteatteri
- 1979 : Tuntematon sotilas, Helsingin Kaupunginteatteri
- 1980 : Kohti toista tasavaltaa, Helsingin Kaupunginteatteri
- 1981 : Murtovarkaus, Helsingin Kaupunginteatteri
- 1982 : Voimamies, Helsingin Kaupunginteatteri
- 1982 : Puotilaa hengiltä, Taideyliopiston Teatterikorkeakoulu
- 1983 : Tuhat ja yksi yötä, Teatterikorkeakoulu
- 1983 : Mällisen metkut, Teatterikorkeakoulu
- 1984 : Kahden herran palvelija, Teatterikorkeakoulu
- 1985 : Hamlet, emisión televisiva
- 1985 : Jeppe Niilonpoika, Helsingin Kaupunginteatteri
- 1985 : Hypnoosi, Helsingin Kaupunginteatteri
- 1986 : Lihaa ja rakkautta, Teatro Municipal de Gotemburgo
- 1990 : Valheita, Teatro nacional de Finlandia
- 1993 : Presidentin dementia, Teatro nacional de Finlandia
- 1994 : Att hyra en kändis, Teatteri Viirus
- 1995 : Kumpi nauttii enemmän – mies vai nainen?, Lappeenrannan kaupunginteatteri
- 1996 : Rakkaita pettymyksiä rakkaudessa, Tampereen Työväen Teatteri
- 1996 : Runar ja Kyllikki, Helsingin Kaupunginteatteri
- 1997 : Täysin tyydytetty nainen, Porin Teatteri
- 2004 : Yksi yö ruotsalaista kesää, Turun kaupunginteatteri
- 2005 : Konkurssisirkus, Turun kaupunginteatteri

## Libros
- 1982, Aiheita (Otava)
- 1984, Selvitys oikeuskanslerille (Otava)
- 1987, Hypnoosi y Lihaa ja rakkautta (Otava)
- 1994, Häpeä (Otava)
- 1996, Nyt alkoi elämä (Otava)
- 2000, Osta pientä ihmistä (Like Kustannus)
- 2017,Kärsimys on turhaa (Teos)